# Viva Zapapa
Viva Zapapa is een Nederlandse stripreeks van Peter De Smet.
Deze stripreeks gaat over Zapapa,een Mexicaanse guerrillero,die probeert de macht over te nemen van "De Federalen". Zapapa heeft twee vaste trawanten Pilon en Emilio. Hij woont met hen in een huisje in de woestijn. Van een revolutie komt het nooit. De naam en het onderwerp zijn een parodie op de film Viva Zapata!. De gagstrip verscheen van 1989 tot 1992 in het Belgische stripblad Tintin/Kuifje.

## Albums
Alle albums zijn geschreven en getekend door Peter De Smet en uitgegeven door Le Lombard.
| Nummer | Titel      |
| ------ | ---------- |
| 1      | Revolutie  |
| 2      | Hondsdagen |